# Берендеево (Костромская область)
Берендеево — деревня в Нерехтском районе Костромской области. Входит в состав Волжского сельского поселения.

## География
Находится в юго-западной части Костромской области на расстоянии приблизительно 23 км на восток-северо-восток по прямой от районного центра города Нерехта.

## История
Известно с 1897 года, в 1907 году отмечено было 30 дворов.

## Население
Постоянное население составляло 107 человек (1897), 112 (1907), 123 в 2002 году (русские 97 %), 111 в 2022.